# Aulakowszczyzna
Aulakowszczyzna – wieś w Polsce położona w województwie podlaskim, w powiecie sokólskim, w gminie Korycin.
Wieś królewska ekonomii grodzieńskiej położona była w końcu XVIII wieku  w powiecie grodzieńskim województwa trockiego. W latach 1975–1998 miejscowość administracyjnie należała do województwa białostockiego.
Przez wieś, usytuowaną nad rzeką Kumiałką prowadzi zielony szlak pieszy i rowerowy.
Wieś powstała na początku XVII wieku, są to dawne dobra królewskie klucza kumialskiego.
Wierni kościoła rzymskokatolickiego należą do parafii Znalezienia i Podwyższenia Krzyża Świętego w Korycinie.

## Zabytki
- wiatrak holender, 1930, nr rej.:432 z 20.03.1979[9].
- grodzisko średniowieczne z XI-XIII wieku - zlokalizowane na zachód od wsi, przy drodze z wsią Szumowo. Powierzchnia grodziska wynosi nieco ponad 4000 m². Pierścieniowaty w narysie wał otaczał pierwotnie przestrzeń o średnicy około 26 m. Wał od strony zewnętrznej otoczony był fosą. Północno-wschodnia część zabytku uległa w przeszłości zniszczeniu, na skutek prowadzonej w tym miejscu eksploatacji piasku. Wał i fosa zachowały się najlepiej w zachodniej i południowej części obwodu[10]. nr rej. 131 z 1958-05-14; 9/58A z 1958-05-14; C-41 z 2004-06-08 (stanowisko 1).